# Monticello d’Alba
Monticello d’Alba (piemontiul: Montisel) település Olaszországban, Piemont régióban, Cuneo megyében. Lakosainak száma 2325 fő (2023. január 1.). Monticello d’Alba Alba, Corneliano d’Alba, Pocapaglia, Roddi, Sommariva Perno és Santa Vittoria d’Alba községekkel határos.

## Népesség
A település lakossága az elmúlt években az alábbi módon változott:
| Lakosok száma | 2318 | 2341 | 2325 |
|               | 2017 | 2018 | 2023 |